# Brennstoffzellenfahrzeug

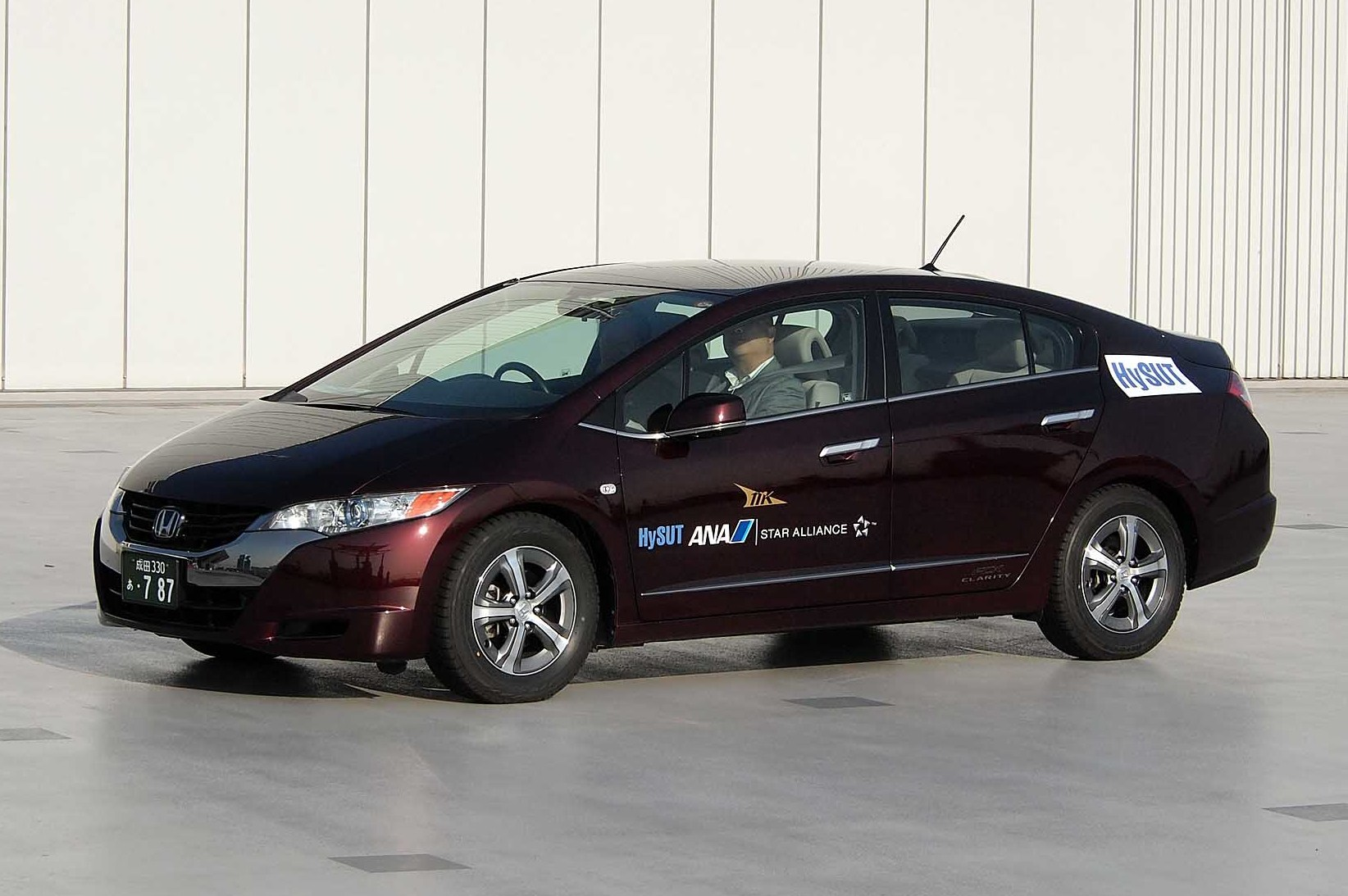
Honda FCX Clarity, von 2007 bis 2015 etwa 100 Fahrzeuge gebaut

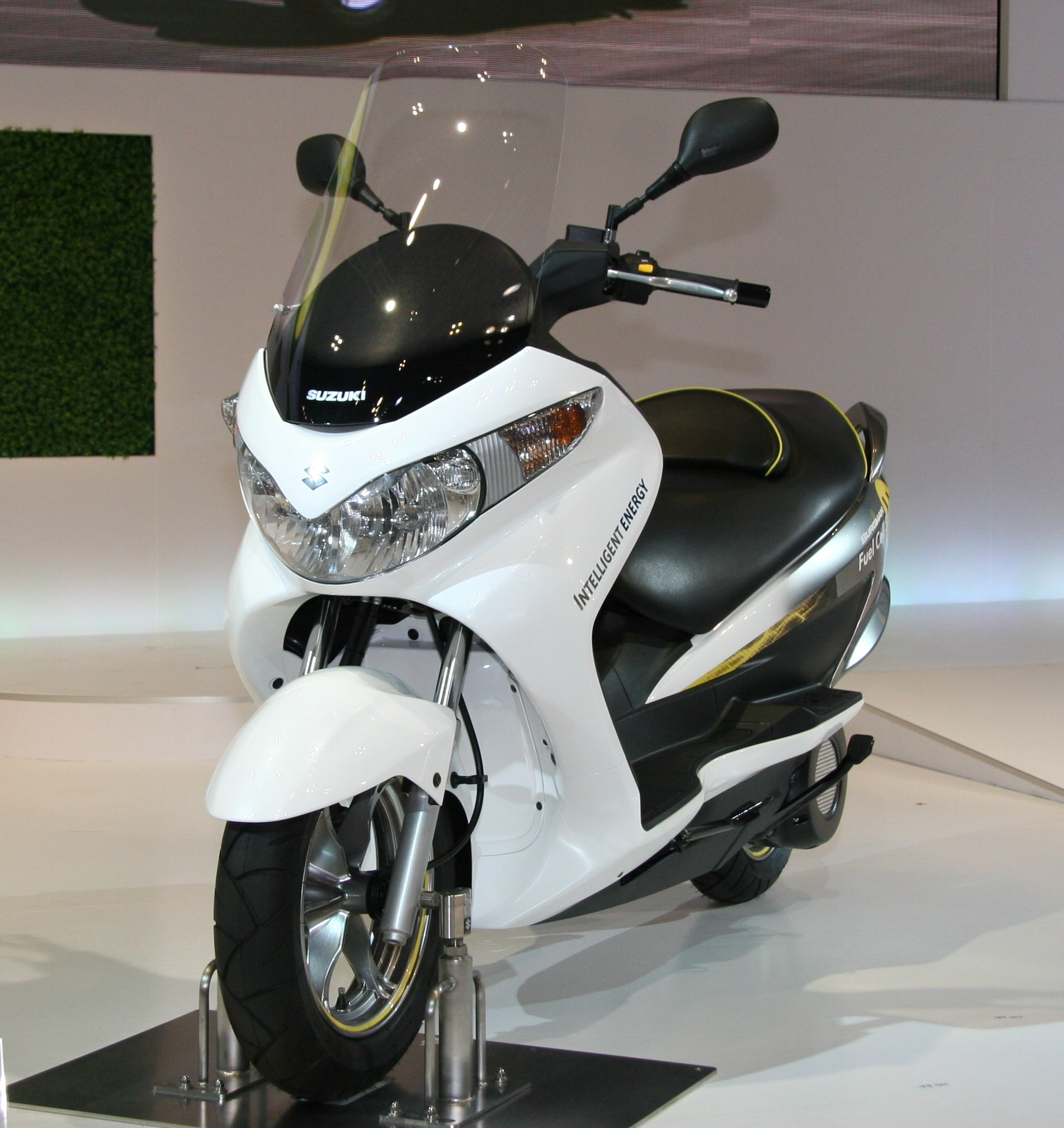
Suzuki Burgman Fuel cell, 2011
mit EU-Straßenzulassung

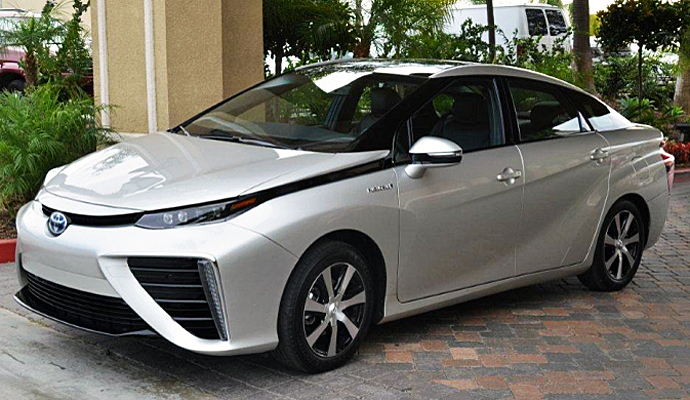
Toyota Mirai, das weltweit erste in höherer Stückzahl produzierte Brennstoffzellenfahrzeug (etwa seit Ende 2014 10.000 Fahrzeuge)

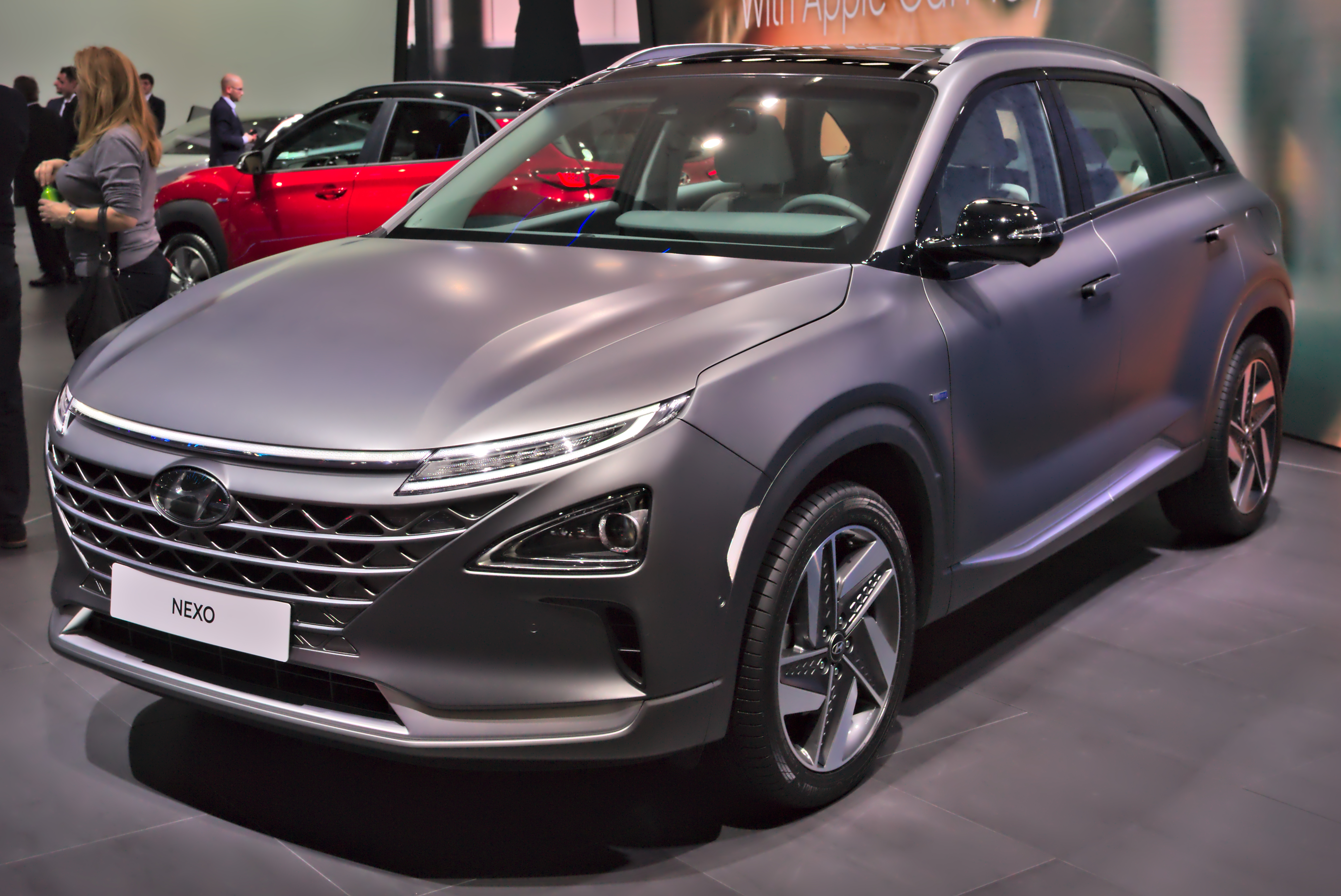
Hyundai Nexo (seit 2018)

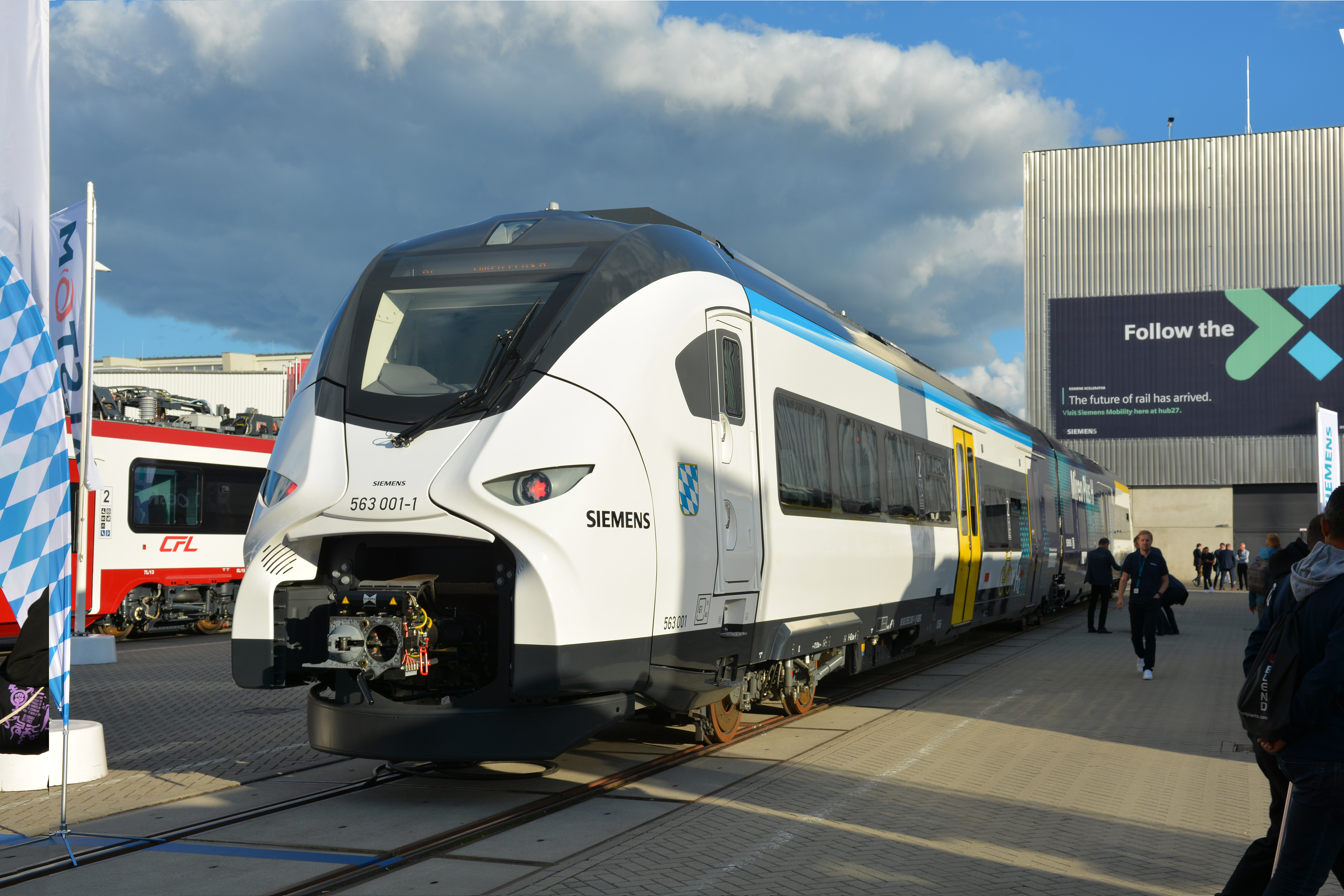
Brennstoffzellen-Wasserstoffzug Siemens Mireo Plus H auf der InnoTrans 2022

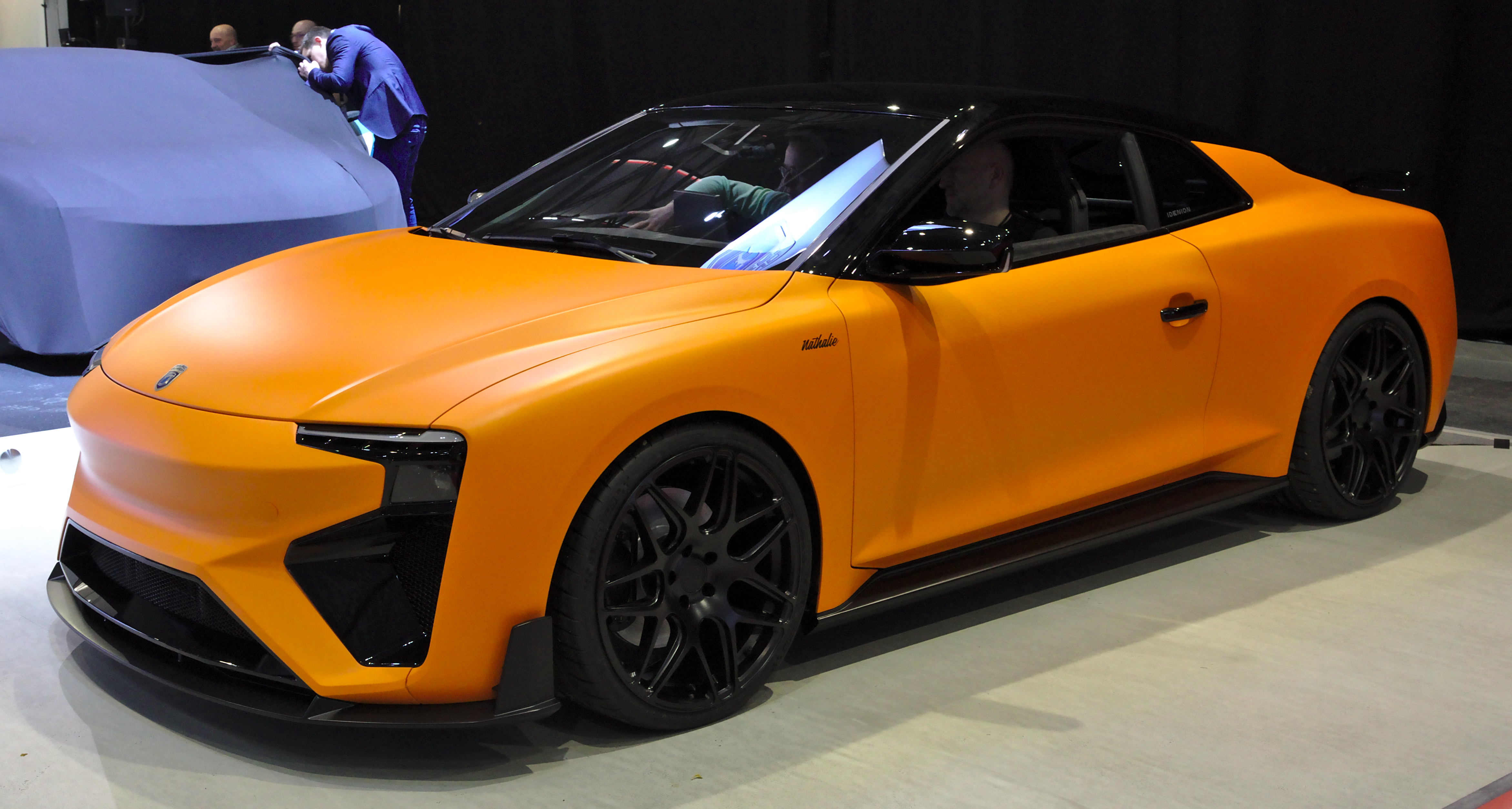
Der RG Nathalie verwendet Methanol als Energiespeicher

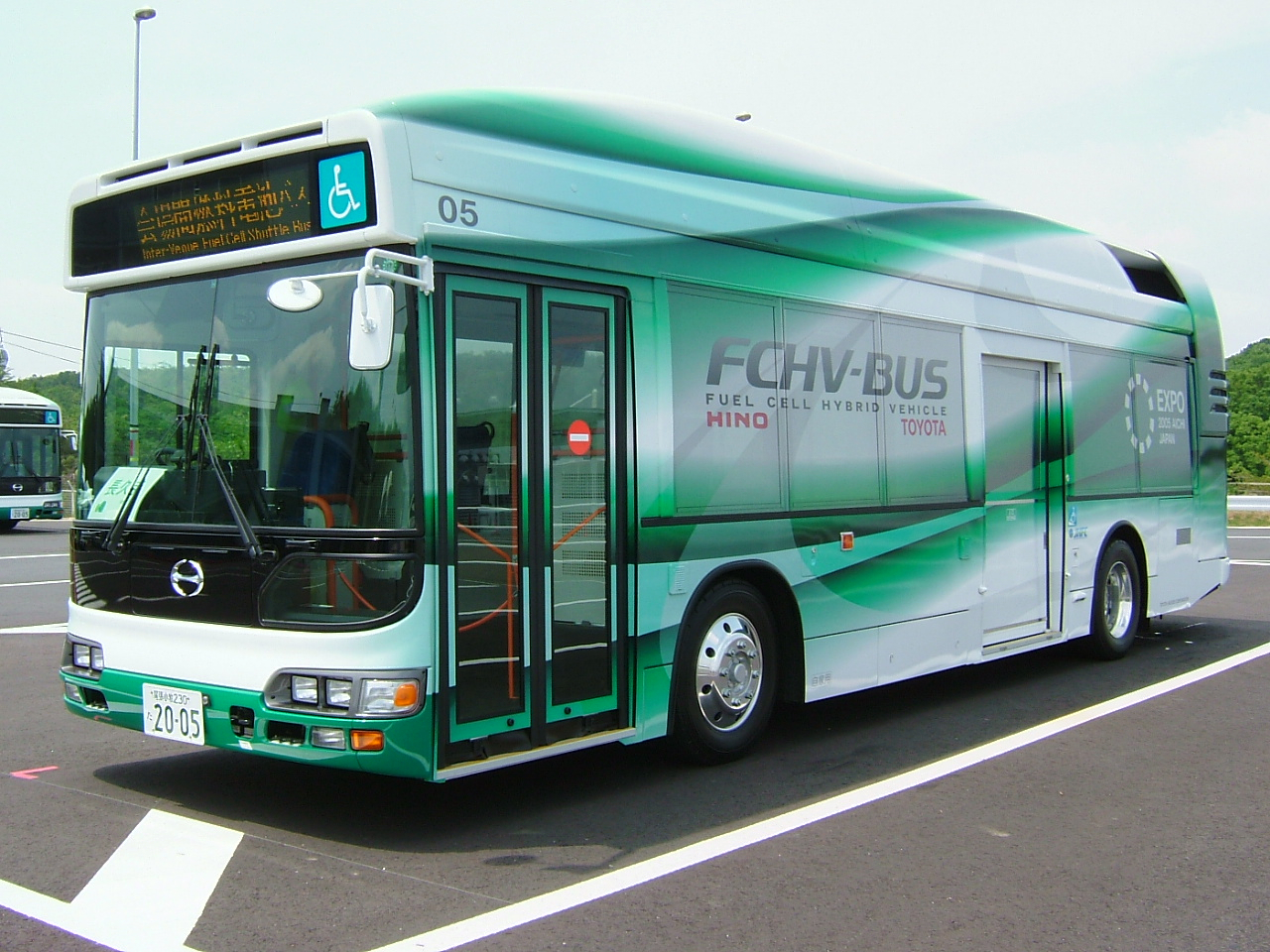
Brennstoffzellenbus: Toyota FCHV-BUS auf der Expo 2005

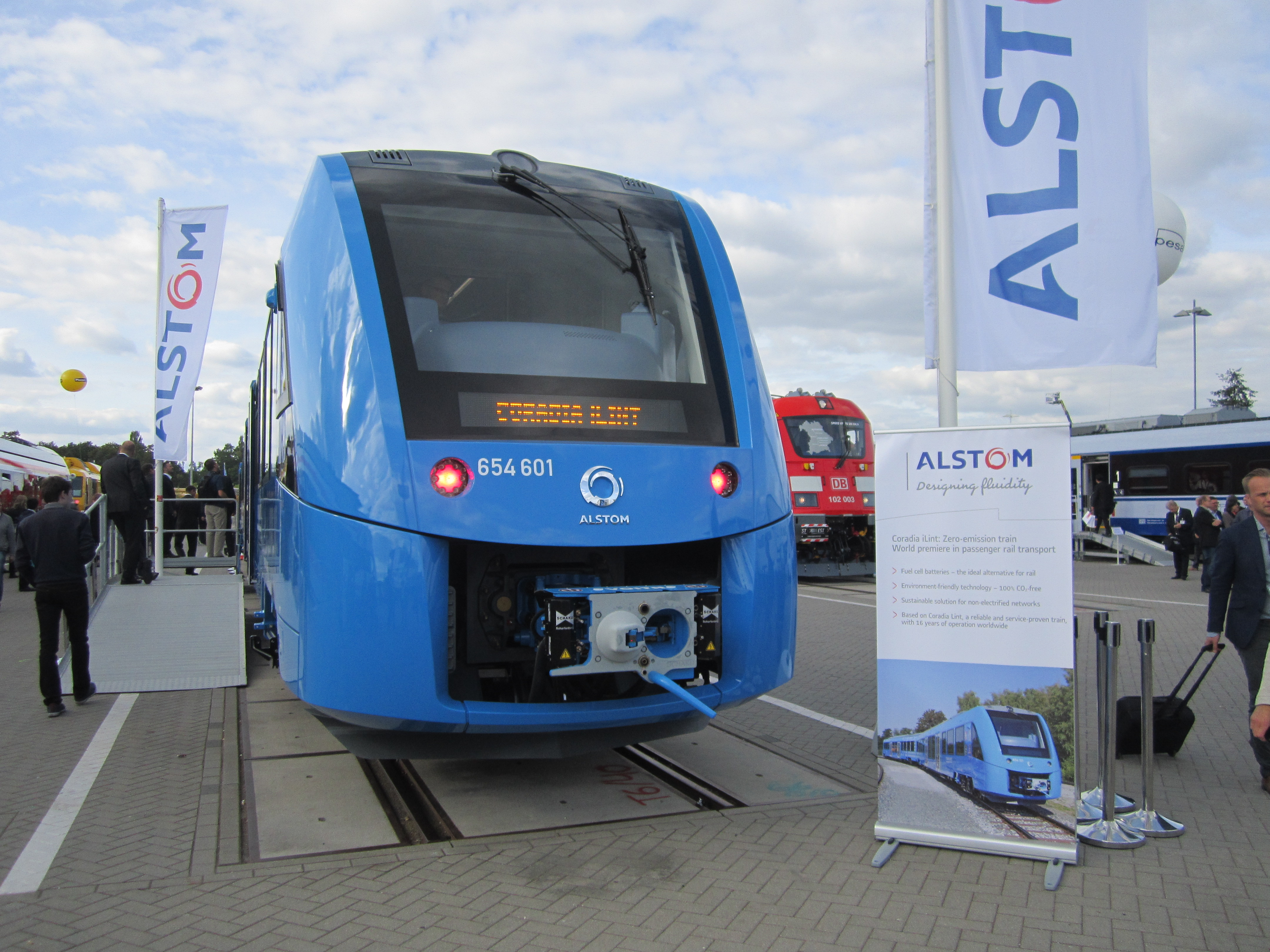
iLint von Alstom auf der InnoTrans 2016

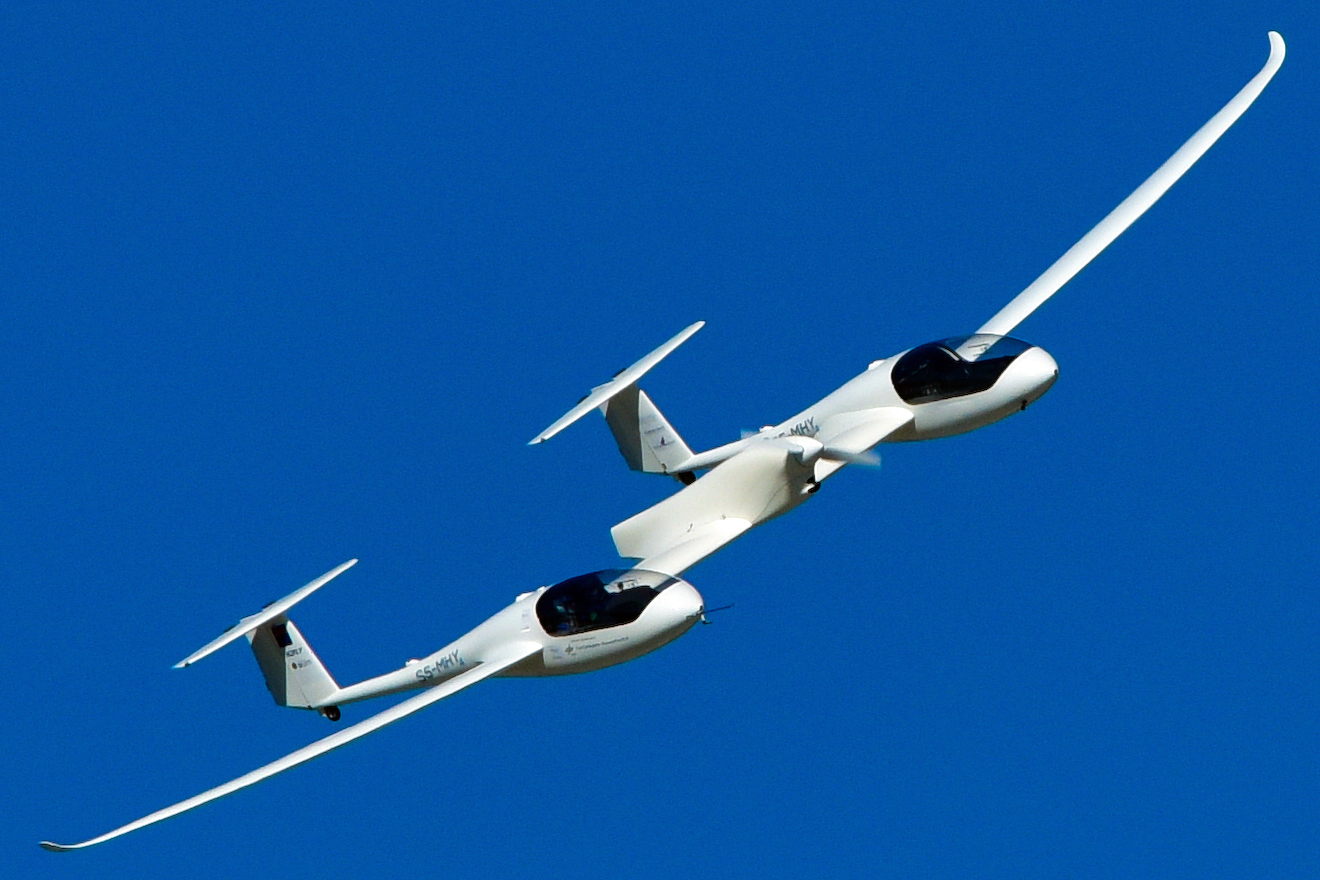
Wasserstoff-Brennstoffzellen-Flugzeug HY4 (2016)

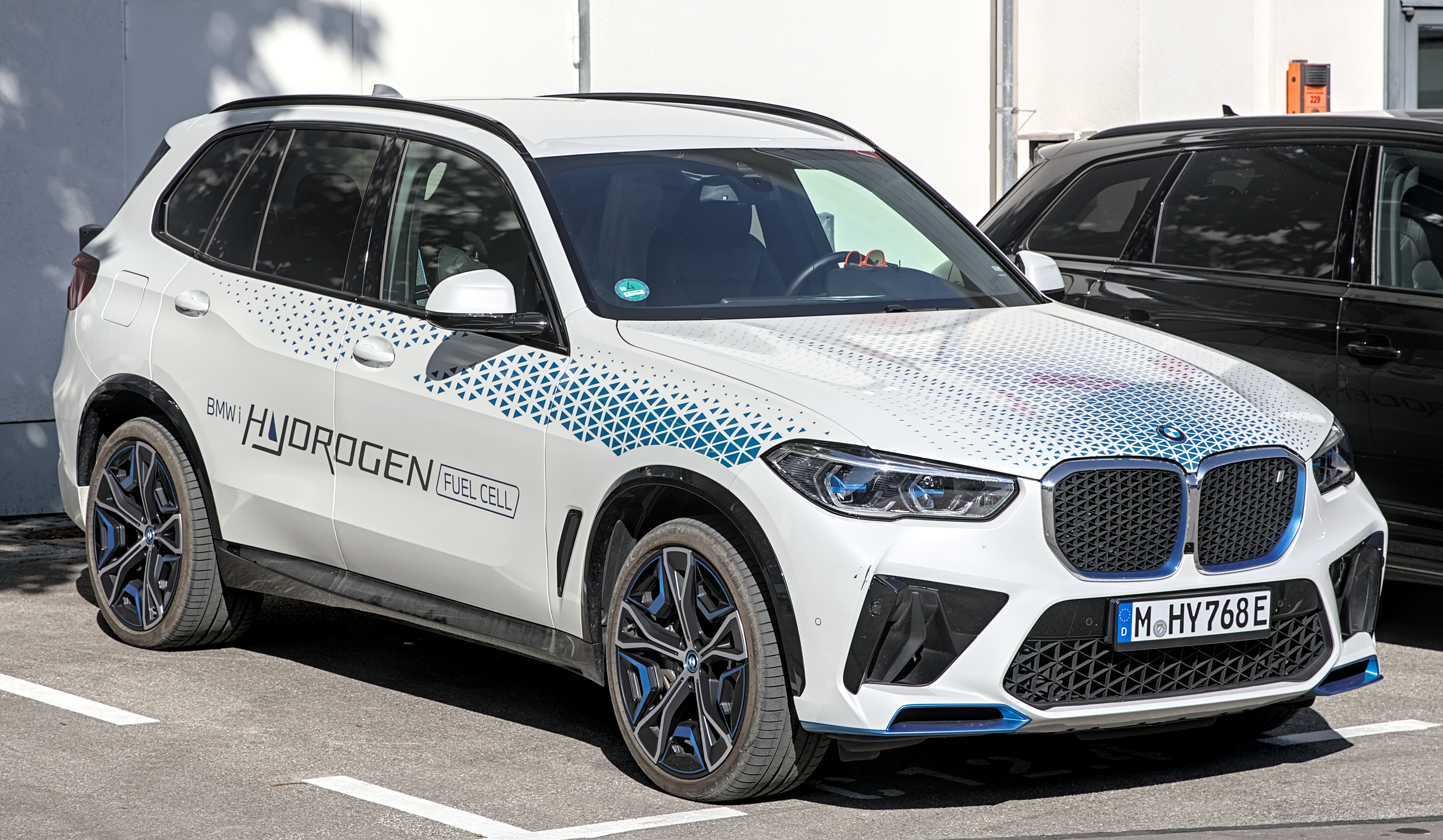
BMW iX5 Hydrogen (2024 positiv erprobt)

Brennstoffzellenfahrzeuge (FC(E)V für englisch fuel cell (electric) vehicle) sind Fahrzeuge, die Energie eines Energieträgers mithilfe einer Brennstoffzelle in elektrische Energie umwandeln. Wasserstoff ist der am meisten verwendete, mit Herausforderungen bei der Speicherung (als Gas mit extrem hohen Druck oder flüssig mit sehr niedrigen Temperaturen). Auch niedermolekulare Alkohole (vor allem Methanol, eventuell Ethanol) oder Ammoniak können verwendet und flüssig getankt werden. Es steht jeweils die Verwendung der Brennstoffe in kostengünstigeren Wasserstoffverbrennungsmotoren in direkter Konkurrenz.
Die erzeugte elektrische Energie wird teilweise direkt mit dem Elektroantrieb in Bewegung umgewandelt, oder teilweise in einer relativ kleinen Antriebsbatterie zwischengespeichert. Dieser elektrische Speicher ermöglicht zum einen die Rekuperation, zum anderen entlastet er die Brennstoffzelle bei Lastwechseln und ermöglicht eine kleinere kostengünstigere Ausführung mit weniger Nennleistung. Der Aufbau des Antriebs entspricht damit einem seriellen Hybridelektrokraftfahrzeug.
Brennstoffzellenfahrzeuge sind eine Form der Elektromobilität, die seit ca. 20 Jahren im Angebot, aber bisher kaum verbreitet sind. Der weltweite Bestand an Brennstoffzellenfahrzeugen lag Ende 2023 bei insgesamt 87.600 Fahrzeugen, hauptsächlich PKW in Korea, USA, Japan, dagegen in China Nutzfahrzeuge. Im Jahr 2023 waren 15.400 neu zugelassen worden, davon die Hälfte PKW.

## Energiebereitstellung durch Brennstoffzellen
Eine Brennstoffzelle konnte nach einem Bericht von 2011 chemisch gebundene Energie mit einem Wirkungsgrad von bis zu 60 % direkt in elektrische Energie umwandeln. Die so gewonnene elektrische Energie wird in Antriebsbatterien gespeichert, die auch durch Rekuperation zurückgewonnene Bremsenergie speichern. Über Elektromotoren wird die elektrische Energie wieder in Bewegungsenergie umgewandelt. Die Brennstoffzelle lädt im Betrieb die Fahrbatterie nach und arbeitet so als „Range Extender“ zur Vergrößerung der Reichweite eines Fahrzeuges mit Elektroantrieb. Durch die zusätzliche Energieumwandlung liegt der Wirkungsgrad des Brennstoffzellenfahrzeuges unter dem eines reinen batterieelektrischen Elektrofahrzeugs. Während batterieelektrische Fahrzeuge nach Annahmen von 2014 Wirkungsgrade bis zu 70–80 % erreichen können, beträgt er bei Brennstoffzellenfahrzeugen Tank-to-Wheel rund 40–50 %; hierzu kommen weitere Verluste bei der Wasserstoffherstellung (siehe unten).
Günstiger ist hingegen die CO2-Bilanz für die Herstellung des Brennstoffzellensystems. Während für die Herstellung der Batterie eines E-Autos mit einer großen 75-kWh-Batterie und einer Reichweite von 500 km beim gegenwärtigen Energiemix und Technikstand etwa 7 Tonnen CO2 anfallen, sind es bei einem Brennstoffzellenfahrzeug mit gleicher Reichweite etwa 3,3 Tonnen, die Emissionen für den Aufbau der Wasserstoffinfrastruktur nicht berücksichtigt. In der Gesamtbilanz, die sowohl Herstellungsaufwand als auch Betriebsphase berücksichtigt, hat ein Brennstoffzellenfahrzeug wegen des niedrigeren Wirkungsgrades und damit dem deutlich höheren Energieverbrauch aber eine schlechtere CO2-Bilanz als ein vergleichbares Batteriefahrzeug. Dies gilt sowohl beim derzeitigen als auch bei einem rein regenerativen Strommix.

### Emissionen
Während der Elektroantrieb bei reinen Elektroautos außer dem Reifenabrollgeräusch praktisch keine Lärmemissionen aufweist, entstehen beim Brennstoffzellenfahrzeug, vor allem durch Lüfter, die die Luft zuführen, und Zusatzaggregate wie Pumpen, geringe zusätzliche Geräusche. Die Betriebsgeräusche der Brennstoffzellenfahrzeuge liegen dabei deutlich unter denen verbrennungsmotorbetriebener Fahrzeuge. Die direkten Abgas-Fahrzeugemissionen bestehen bei reinem Wasserstoffbetrieb vor allem aus Wasserdampf bzw. Wasser. Somit tragen die Fahrzeuge zur Verbesserung der Luftqualität verkehrsreicher Gebiete bei.

### Vorgänge in der Wasserstoff-Brennstoffzelle
An der Anode wird Wasserstoff oxidiert, das heißt, ihm werden Elektronen entzogen. Die Protonen durchdringen die Elektrolytmembran und fließen zur Kathode. Die Elektrolytmembran ist nur für die Protonen durchlässig, das heißt, dass die Elektronen „gezwungen“ sind, den äußeren Stromkreis (mit der Pufferbatterie bzw. dem Elektromotor) zu durchlaufen. Es gibt verschiedene Membransysteme für die Brennstoffzelle mit unterschiedlichem Wirkungsgrad und Arbeitstemperaturbereich. An der Kathode wird der mit dem Luftstrom herangeführte Sauerstoff reduziert, das heißt, Elektronen (die vorher dem Wasserstoff entzogen wurden) werden hinzugefügt. Danach treffen die negativ geladenen Sauerstoffionen auf die Protonen und reagieren zu Wasser. Damit wird der Stromkreislauf geschlossen. Gleichzeitig wird Wärme frei, die im Fahrzeug z. B. im Winter zu Heizzwecken genutzt werden kann, aber im Sommer mittels Lüfter abgeführt werden muss.

## Treibstoffe und Tank

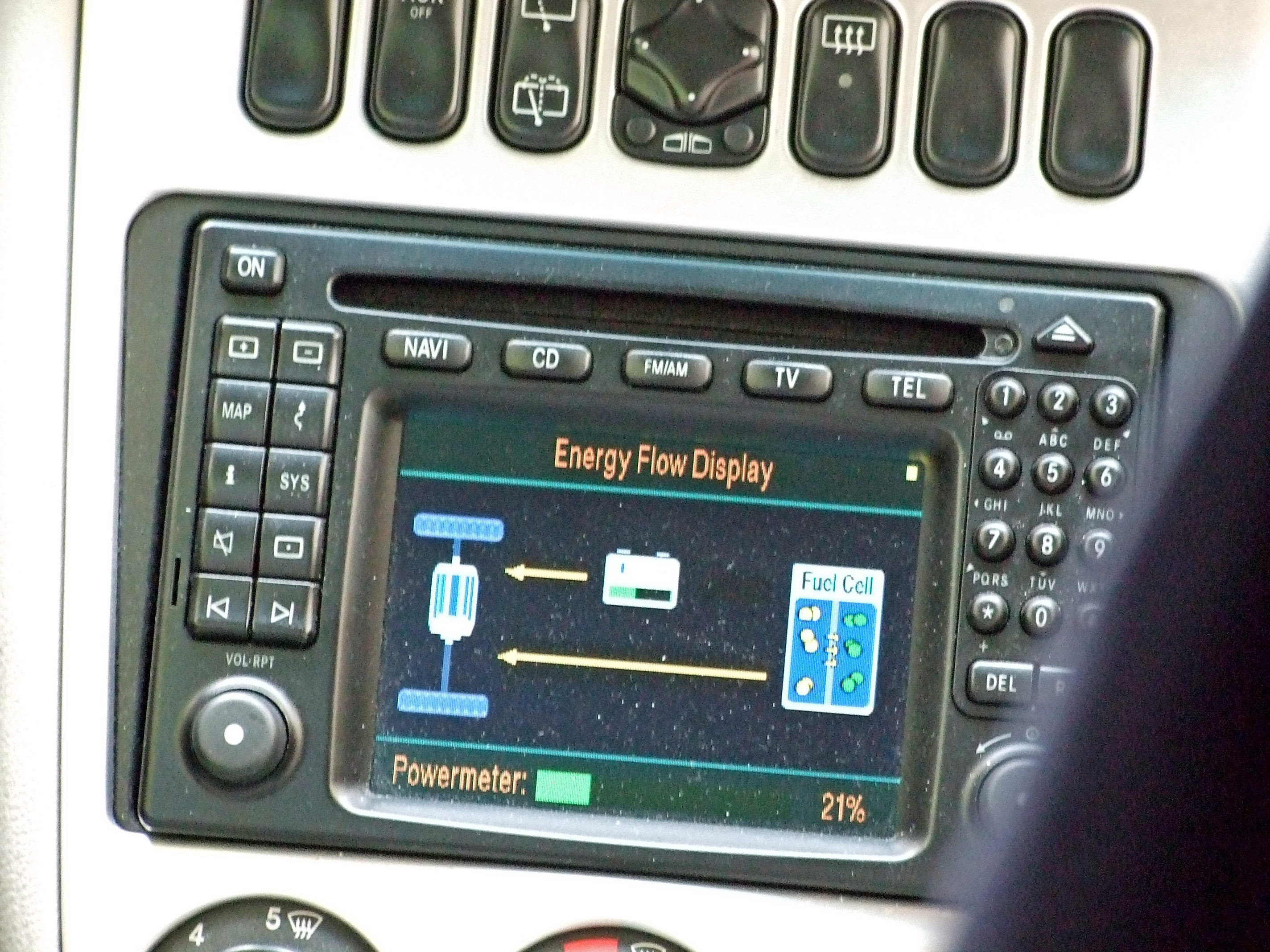
Display im Mercedes-Benz F-Cell

Für Brennstoffzellen-Pkw werden inzwischen Drucktanks aus kohlenstofffaserverstärktem Kunststoff (350–800 bar) verwendet, da die hiermit erzielbare Speicherdichte ausreicht, um Reichweiten von mehr als 500 km zu realisieren. Die Dichte von Druckgas kommt bei 700 bar schon etwa zu 56 % an die Dichte von flüssigem Wasserstoff heran.
Tiefkalter Flüssigwasserstoff (−253 °C, liquid H2) wird nur noch eingesetzt, wenn größere Mengen benötigt werden, z. B. bei Brennstoffzellenbussen. Für die Kompression auf 700 bar sind etwa 12 % der im Wasserstoff gebundenen Energie aufzuwenden. Dies muss als Umwandlungsverlust in die Energiebilanz eingehen. Bei der Verflüssigung sind 28–46 % aufzuwenden. Die Betankung erfolgt ähnlich der Betankung mit Flüssiggas oder Erdgas. Zusätzliche Verluste entstehen, wenn aus dem Fahrzeug oder dem Lagertank an der Tankstelle nicht regelmäßig Wasserstoff entnommen wird. Trotz hochwertiger Dämmung erwärmt sich der Flüssigwasserstoff und gast über Ablassventile aus.
Andere Formen der Speicherung von Wasserstoff in Fahrzeugen wie z. B. Metallhydridspeicher oder LOHC werden derzeit (2021) aufgrund von niedrigen volumen- oder massenbezogenen Speicherdichten nicht eingesetzt.
Es ist möglich, verschiedene energiehaltige Substanzen als Kraftstoff zu nutzen. Diese müssen für die Nutzung in der Brennstoffzelle zuvor in einem Reformer chemisch in gasförmigen Wasserstoff umgewandelt werden. Wird hierbei Methanol als Brennstoff genutzt, so wird das Brennstoffzellensystem als Reformed Methanol Fuel Cell (RMFC) bezeichnet. Unmittelbar nutzen Direktmethanolbrennstoffzellen (DMFC) den flüssigen Treibstoff Methanol, sie weisen jedoch einen niedrigen Wirkungsgrad auf.

## Wasserstofferzeugung und Energiekette

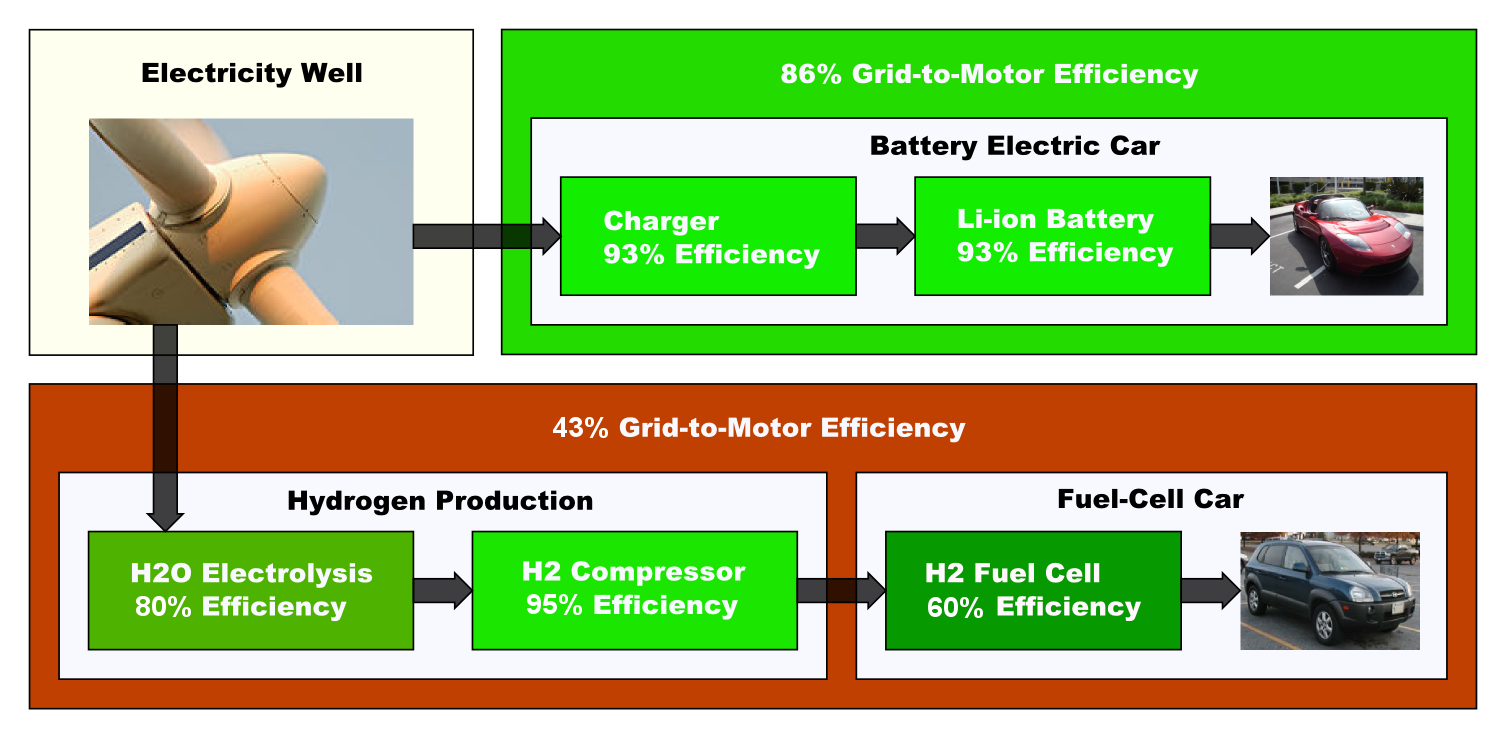
Vergleich der Effizienz eines Wasserstoff- und eines Elektro-Antriebes

Wasserstoffgas ist kein Energierohstoff wie etwa Kohle, Erdöl oder Erdgas. Wasserstoff (H) besteht aus einem Proton und einem Elektron. Er liegt als ein farbloses, geschmacks- und geruchsloses, ungiftiges Gasmolekül aus zwei Atomen (H2) vor. In der Natur findet man es praktisch nicht in freier Form. Es liegt dort ausschließlich in gebundener Form, z. B. als Wasser (H2O), in Kohlenwasserstoffen – also auch in Erdöl, Erdgas, Kohle und Biomasse – oder in anderen organischen Verbindungen vor. Wasserstoff wird unter Einsatz von Energie freigesetzt. Er wurde bis 2012 fast ausschließlich aus fossilen Energieträgern gewonnen.
Allerdings entstehen bei der Herstellung von Wasserstoff aus fossilen Quellen CO2 und diverse Schadstoffe als Nebenprodukte. Im Sinne des Klimaschutzes ist das Ziel, Wasserstoff möglichst ganz ohne CO2-Emission herzustellen. Die klimafreundlichere Variante ist, Wasserstoff durch die Elektrolyse von Wasser mittels Ökostrom oder als Biowasserstoff aus nachwachsenden Rohstoffen zu produzieren. Unter Elektrolyse versteht man die Aufspaltung einer chemischen Verbindung unter Einwirkung elektrischer Energie. Wasserstoff ist ein kohlenstofffreier Kraftstoff und kann so zur CO2-Reduktion beitragen. Dieses Potenzial des Wasserstoffs kann aber nur ausgeschöpft werden, wenn der Strom aus erneuerbaren Energieträgern stammt. Der für die Elektrolyse erforderliche Strom kann aus Energiequellen wie Sonne, Wind und Wasser gewonnen werden, die Wirtschaftlichkeit dieser Art der Wasserstoffherstellung ist derzeit aber nicht gegeben. Über 90 % des derzeit genutzten Wasserstoffes werden daher durch Dampfreforming aus fossilen Quellen unter Verwendung des herkömmlichen Energiemixes erzeugt.
Falls der benötigte Wasserstoff durch Elektrolyse aus Wasser hergestellt würde, läge der Gesamtwirkungsgrad von Brennstoffzellenfahrzeugen bei unter 30 %, während er bei batterieelektrischen Fahrzeugen bei mindestens 65 % liegt. Damit verbrauchen Brennstoffzellenfahrzeuge, die mit regenerativem Elektrolysewasserstoff betrieben werden, zwar weniger Primärenergie als herkömmliche Fahrzeuge mit Verbrennungsmotor, jedoch auch mehr als doppelt so viel wie batterieelektrische Fahrzeuge. Eine 2013 durchgeführte Überprüfung ergab, dass der Verbrauch von Wasserstoffautos ca. 130 % über dem Verbrauch von Elektrofahrzeugen liegt.

## Verbreitung
Von den 87.600 Brennstoffzellenfahrzeugen Ende 2023 befanden sich über 70 % in Asien, 20 % in Nordamerika und weniger als 10 % in Europa. Von den 15.400 im Jahr 2023 neu zugelassenen Fahrzeugen waren etwa die Hälfte Autos, ungefähr ein Viertel waren Lastkraftwagen und fast ein Zehntel waren Busse. Mit 2.774 verkauften Brennstoffzellenfahrzeugen war die Hyundai Motor Company 2024 der größte Hersteller.

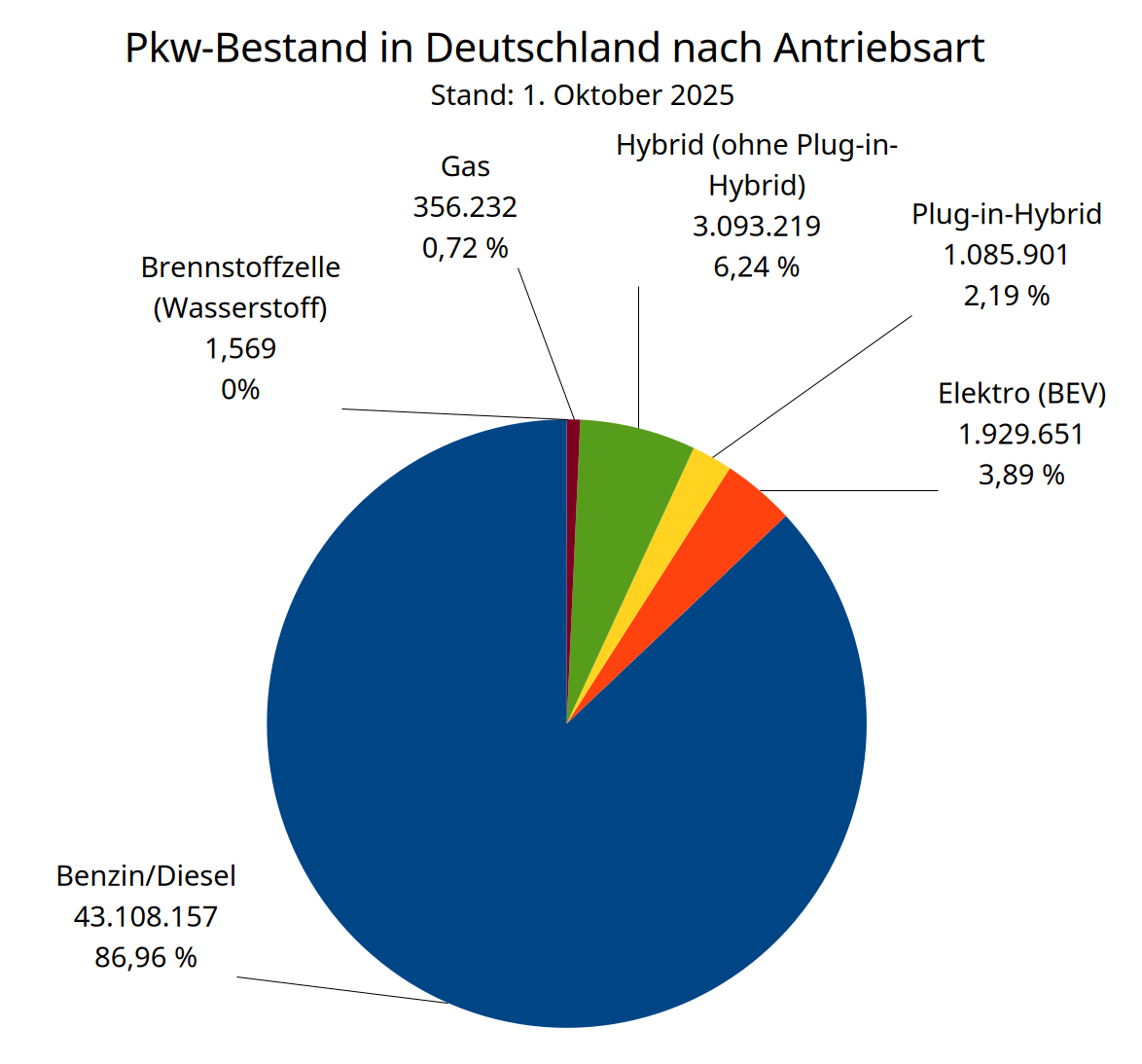
Pkw-Bestand in Deutschland nach Antriebsart

2022 wurden 15.000 Brennstoffzellenautos neu zugelassen, zwei Drittel davon in Südkorea. Weltweit waren Ende 2022 insgesamt etwa 72.000 Brennstoffzellenfahrzeuge in Betrieb; ungefähr 80 % davon Autos, 10 % Brennstoffzellenbusse und 10 % Lastwagen. Mehr als die Hälfte der Brennstoffzellenautos fuhren 2022 in Südkorea; die meisten Brennstoffzellenautos der Welt wurden von Hyundai gefertigt. Nach Südkorea hatten die USA mit über 15.000 Stück den zweitgrößten Bestand an Brennstoffzellenfahrzeugen, davon über 200 Busse. Der drittgrößte Bestand befindet sich in China. Die meisten Lastwagen und Busse mit Brennstoffzellen fahren in China. Unter „Fahrzeuge“ werden hier und im Folgenden Straßenfahrzeuge verstanden. Zusätzlich dazu gibt es etwa 50.000 mit Brennstoffzellen betriebene Gabelstapler – die meisten davon in den USA – die innerbetrieblich, z. B. in Gebäuden wie Lager oder Warenumschlagszentren, verwendet werden.
Der weltweite Bestand an Personenwagen stieg von 7.186 Autos Ende 2017, über 11.212 im Jahr 2018 und 18.913 Autos zum Jahresende 1019 auf 25.932 im Dezember 2020. Im Dezember 2020 waren weltweit 34.804 Brennstoffzellenfahrzeuge in Betrieb. Die 25.932 Autos waren die größte Fahrzeuggruppe, mit einem Anteil von 74,5 %, gefolgt von 5.648 Bussen (16,2 %) und 3.227 Lastwagen (9,3 %).
Von den 34.804 Brennstoffzellenfahrzeugen Ende 2020 waren 10.093 in Südkorea gemeldet, 9.252 in den USA, 8.443 in China, 4.200 in Japan, 1.083 in Deutschland, 396 in Frankreich, 342 in den Niederlanden, 193 im Vereinigten Königreich, 164 in Norwegen, 120 in Dänemark und 115 in der Schweiz.
Von den 25.932 Personenkraftfahrzeugen Ende 2020 waren 10.041 in Südkorea gemeldet, 9.188 in den USA, keine in China, 4.100 in Japan, 1.016 in Deutschland, 375 in Frankreich, 314 in den Niederlanden, 168 im Vereinigten Königreich, 159 in Norwegen, 117 in Dänemark und 93 in der Schweiz.
In Deutschland waren am 1. Juli 2024 2065 Pkw mit Brennstoffzellenantrieb zugelassen, was einem Anteil von 0,004 % am Pkw-Bestand entspricht.

## Entwicklungsgeschichte
1959 wurde der Allis-Chalmers-Brennstoffzellentraktor vorgestellt und ein Feldtest gezeigt. Er wurde nach mehreren Präsentationen ins Museum gegeben. 1966 baute General Motors das erste Brennstoffzellenauto GM Electrovan. 1966 fuhr auch ein erstes, von Karl Kordesch gebautes Brennstoffzellenmotorrad mit einer Hydrazin-Brennstoffzelle. 1994 stellte Daimler-Benz das Forschungsfahrzeug Mercedes-Benz NECAR vor. Weitere Fahrzeuge folgten bis zum Jahr 2002. 2007 zeigte Honda mit dem FCX Clarity ein serienreifes Brennstoffzellenauto. Die ersten Exemplare wurden per Leasing an ausgewählte Kunden in Kalifornien übergeben. 2008 erhielt das Prototypenfahrzeug Toyota FCHV in Japan seine Straßenzulassung. Bei der HHLA im Hamburger Hafen wurde von 2008 bis 2010 ein Gabelstapler von Still (R 60-25) mit Brennstoffzellenantrieb im Rahmen eines Projektes betrieben. CNH Global präsentierte auf der Landwirtschaftsausstellung Sima 2009 in Paris den Traktor „NH²“ auf Basis des New-Holland-Modells „T6000“. Der Traktor wurde 2011 auf 120 PS gebracht. Von 2013 bis 2018 produzierte Hyundai den ix35 FCEV in Kleinserie. 2018 wurde er vom Hyundai Nexo abgelöst.
Erstmalig über Prototypen und Kleinserien hinausgehend ist der seit 2014 von Toyota produzierte Mirai, der seit 2021 auch in Deutschland immerhin dreistellige Neuzulassungszahlen erreicht. Eine Tankfüllung reicht bei etwa 90 km/h Durchschnittsgeschwindigkeit für maximal 500 km. Das Nachtanken dauert ca. 3 Minuten. Eine ähnliche Pionierleistung am Markt vollbrachten der Hyundai Nexo und der Honda Clarity Fuel Cell, Letzterer wird allerdings inzwischen nicht mehr produziert. Es sind Stand 2024 weltweit die einzigen Pkw mit Brennstoffzelle, die in nennenswerten Stückzahlen produziert wurden.
Im September 2023 ist ein Brennstoffzellen-Lkw-Prototyp von Daimler Truck mit einer Tankfüllung über 1000 km weit gefahren.

## Fahrzeugarten

### Brennstoffzellen-Pkw

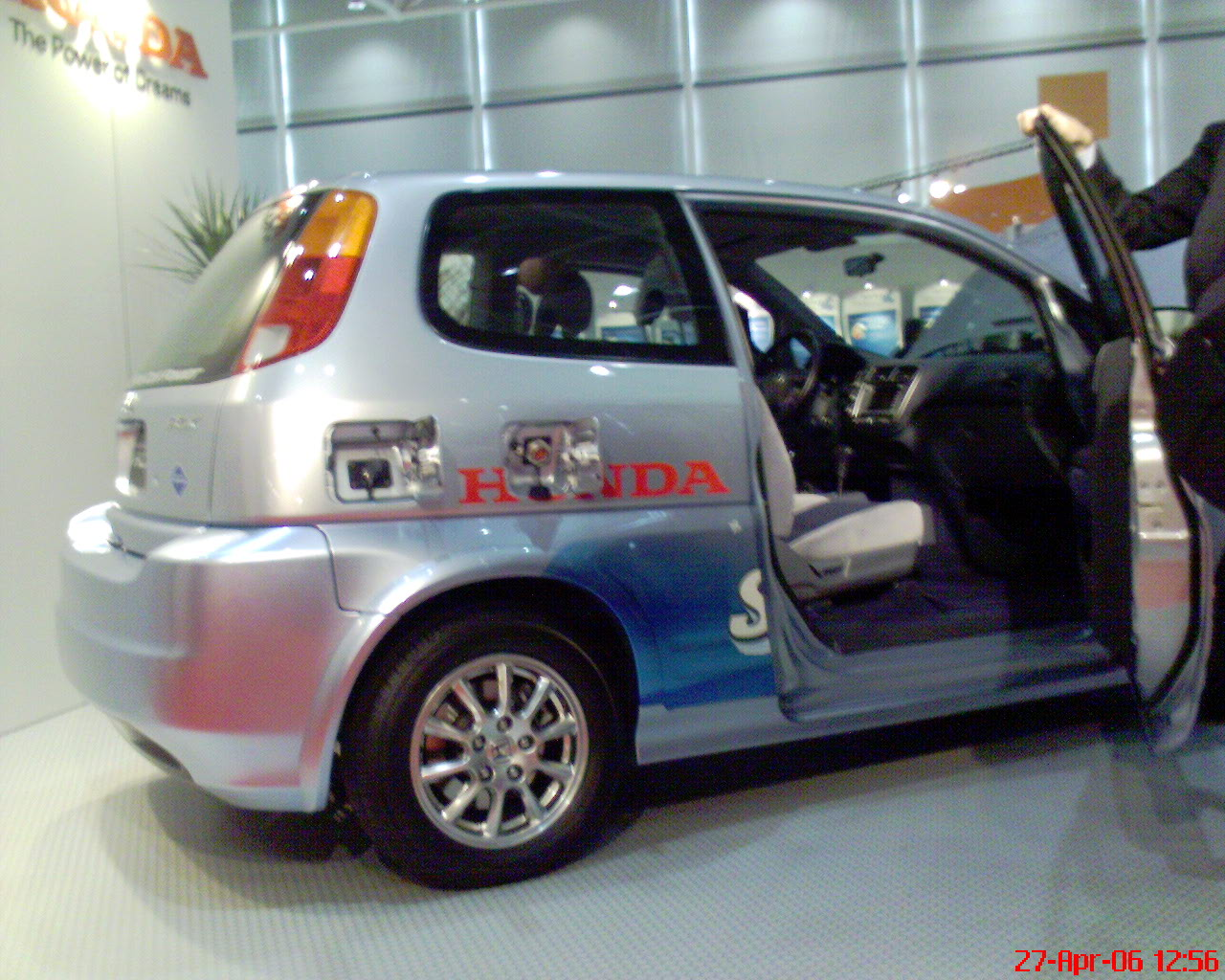
Honda FCX

| Produktionszeitraum | Hersteller     | Fahrzeug                                            | Art             |
| ------------------- | -------------- | --------------------------------------------------- | --------------- |
| 1966                | General Motors | GM Electrovan                                       | Konzeptfahrzeug |
| 1994–2002           | Daimler        | Mercedes-Benz NECAR                                 | Konzeptfahrzeug |
| 2000                | Volkswagen AG  | VW Bora HyMotion                                    | Konzeptfahrzeug |
| 2000                | Chrysler       | Jeep Commander 2                                    | Konzeptfahrzeug |
| 2001                | Toyota         | Toyota FCHV                                         | Konzeptfahrzeug |
| 2001                | Chrysler       | Chrysler Natrium                                    | Konzeptfahrzeug |
| 2001                | Groupe PSA     | Fiat Seicento Elettra H2 fuel cell                  | Konzeptfahrzeug |
| 2001–2006           | General Motors | GM HydroGen3                                        | Konzeptfahrzeug |
| 2002–2005           | Ford           | Ford Focus FCV Hybrid                               | Kleinserie      |
| 2003–2007           | Daimler        | Mercedes-Benz F-Cell (A-Klasse)                     | Kleinserie      |
| 2003                | Chrysler       | Jeep Treo Concept                                   | Konzeptfahrzeug |
| 2003                | Toyota         | Toyota Fine-N                                       | Konzeptfahrzeug |
| 2004                | Volkswagen AG  | Audi A2H2                                           | Konzeptfahrzeug |
| 2004                | Volkswagen AG  | VW Touran HyMotion                                  | Konzeptfahrzeug |
| 2004                | Groupe PSA     | Peugeot Quark                                       | Konzeptfahrzeug |
| 2005                | Daimler        | Mercedes-Benz F 600 Hygenius                        | Konzeptfahrzeug |
| 2005–2010           | Groupe PSA     | Fiat Panda Hydrogen                                 | Konzeptfahrzeug |
| 2005                | General Motors | GM Sequel                                           | Konzeptfahrzeug |
| 2006                | Ford           | Ford Fuel Cell Explorer                             | Konzeptfahrzeug |
| 2006–2010           | General Motors | Opel HydroGen4                                      | Konzeptfahrzeug |
| 2008                | Daimler        | Mercedes-Benz BlueZero F-Cell                       | Konzeptfahrzeug |
| 2008–2014           | Honda          | Honda FCX Clarity                                   | Serienfahrzeug  |
| 2009                | Daimler        | Mercedes-Benz F-Cell (B-Klasse)                     | Kleinserie      |
| 2013–2018           | Hyundai        | Hyundai ix35 FCEV                                   | Kleinserie      |
| 2015                | Renault        | Renault Kangoo Z.E. H2                              | Kleinserie      |
| seit 2014           | Toyota         | Toyota Mirai                                        | Mittelserie     |
| 2014                | Audi           | Audi A7 sportback h-tron                            | Konzeptfahrzeug |
| 2015                | BMW            | 5er-GT-Versuchsfahrzeuge                            | Konzeptfahrzeug |
| 2015                | Daimler        | Mercedes-Benz Vision Tokyo Concept                  | Konzeptfahrzeug |
| 2016–2021           | Honda          | Honda Clarity                                       | Serienfahrzeug  |
| 2018                | Daimler        | Mercedes-Benz GLC F-Cell                            | Kleinserie      |
| seit 2018           | Hyundai        | Hyundai Nexo                                        | Serienfahrzeug  |
| 2019                | BMW i          | i Hydrogen Next                                     | Konzeptfahrzeug |
| seit 2022           | BMW i          | BMW iX5 Hydrogen mit Toyota-Brennstoffzellentechnik | Kleinserie      |
| 2023                | Toyota         | Toyota Hilux mit Brennstoffzellenantrieb            | Konzeptfahrzeug |
| 2024                | Hyundai        | Hyundai Initium                                     | Konzeptfahrzeug |
| seit 2025           | Hyundai        | Hyundai Nexo 2                                      | Serienfahrzeug  |

### Brennstoffzellenbusse
- DaimlerChrysler entwickelte einen Antrieb für den Sprinter, sowie 1997 den NeBus (O 405 N2 mit Brennstoffzelle), 2002 den Mercedes-Benz Citaro BZ und präsentierte 2009 auf dem UITP-Kongress in Wien mit dem Citaro FuelCELL-Hybrid die dritte Generation als Hybridbus mit Speicherbatterie. 2018 wurde der Concept Sprinter F-Cell vorgestellt.[38] Der testweise Betrieb bei der Hamburger Hochbahn seit 2010 wurde nach großen Ambitionen jedoch Anfang 2019 beendet. Grund seien Lieferschwierigkeiten seitens Mercedes und ungelöste Probleme der Lagerung von explosiven Wasserstoffvorräten in Wohngebieten.[39] Neuere Modelle werden als Mercedes-Benz FuelCell Hybridbusse gefertigt.
- Van Hool und UTC-Fuel Cell, ISE Corporation präsentierten 2005 gemeinsam den Van Hool newA330 Fuel Cell. Der Regionalverkehr Köln und die Wuppertaler Stadtwerke haben bei Van Hool 40 Wasserstoff-Busse fest bestellt, die vom Frühjahr 2019 an geliefert werden sollen.[40]
- Für die Stadt Bozen in Südtirol wurden im Jahr 2019 beim polnischen Hersteller Solaris 12 Fahrzeuge vom Typ Urbino 12 hydrogen bestellt. Die Brennstoffzellen für diese Busse liefert Ballard Power Systems.[41]
- Hydrogenics baute auf dem Modell Gulliver 520ESP von Tecnobus (Italien) mehrere Midibusse mit Brennstoffzellen-Antrieb.
- Der Yutong ZK6125FCEVG1 Fuel Cell Bus des chinesischen Busherstellers Yutong erhielt im Sommer 2015 die Marktzulassung für China. Dieser 12-m-Bus ist mit acht 120-l-Tanks ausgerüstet, welche sich im vorderen Teil des Dachs befinden. Der Bus hat eine Reichweite von 300 km. Das Nachtanken dauert nur zehn Minuten. Die Brennstoffzelle verfügt über eine Leistung von 50 kW, der Antriebsmotor hat eine Leistung von 120 kW.[42][43]
- Toyota entwickelte zusammen mit dem Tochterunternehmen Hino einen Brennstoffzellenbus, welcher seit Dezember 2014 in Japan vermarktet wird. Bei diesem Fahrzeug der Länge 10,5 m wird die gleiche Technik verwendet wie im Toyota Mirai, hat allerdings zwei Brennstoffzellen-Stacks und acht Wasserstofftanks. Diese versorgen jeweils zwei 110 kW (150 PS) starke Elektromotoren mit Energie. Der Bus bietet 26 Sitz- und 50 Stehplätze und wird seit dem 9. Januar 2015 in Toyota City im Linienverkehr eingesetzt.[44]
- CaetanoBus, Portugal lieferte Ende 2021 für die Stadt Wiesbaden 10 Caetano H2.City Gold Solobusse.[45]

### Brennstoffzellen-Lkw

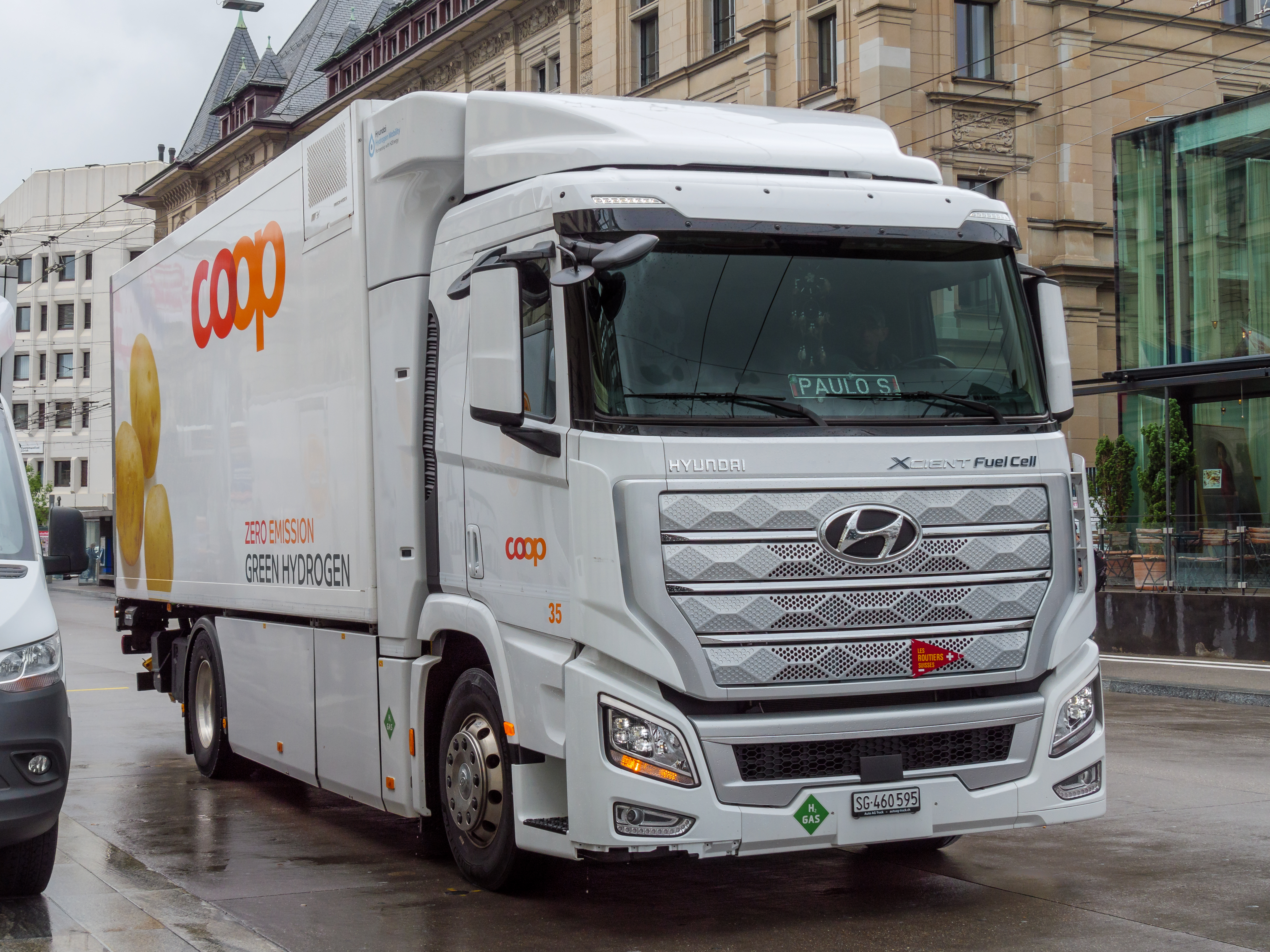
Hyundai Xcient Fuel Cell

Durch die Vorgaben aus Brüssel (Verordnung (EU) 2019/1242), sind die Lkw- und Nutzfahrzeughersteller gezwungen sich nach alternativen Antriebskonzepten umzusehen. Deshalb investieren Daimler und Volvo gemeinsam in Brennstoffzellenantriebe. Toyota hat bereits einige Modelle gemeinsam mit Kenworth gebaut und entwickelt in Zusammenarbeit mit Hino Jidōsha einen neuen Lkw. Iveco beabsichtigt zusammen mit Nikola Motor Company in Ulm eine Lkw-Produktion zu etablieren. Hyundai testet bereits entsprechende Lkws u. a. in der Schweiz.
Am 1. Januar 2025 waren in Deutschland 260 Brennstoffzellen-Lkw zugelassen, darunter 9 Sattelzugmaschinen.

### Brennstoffzellen-Schiffe/Boote

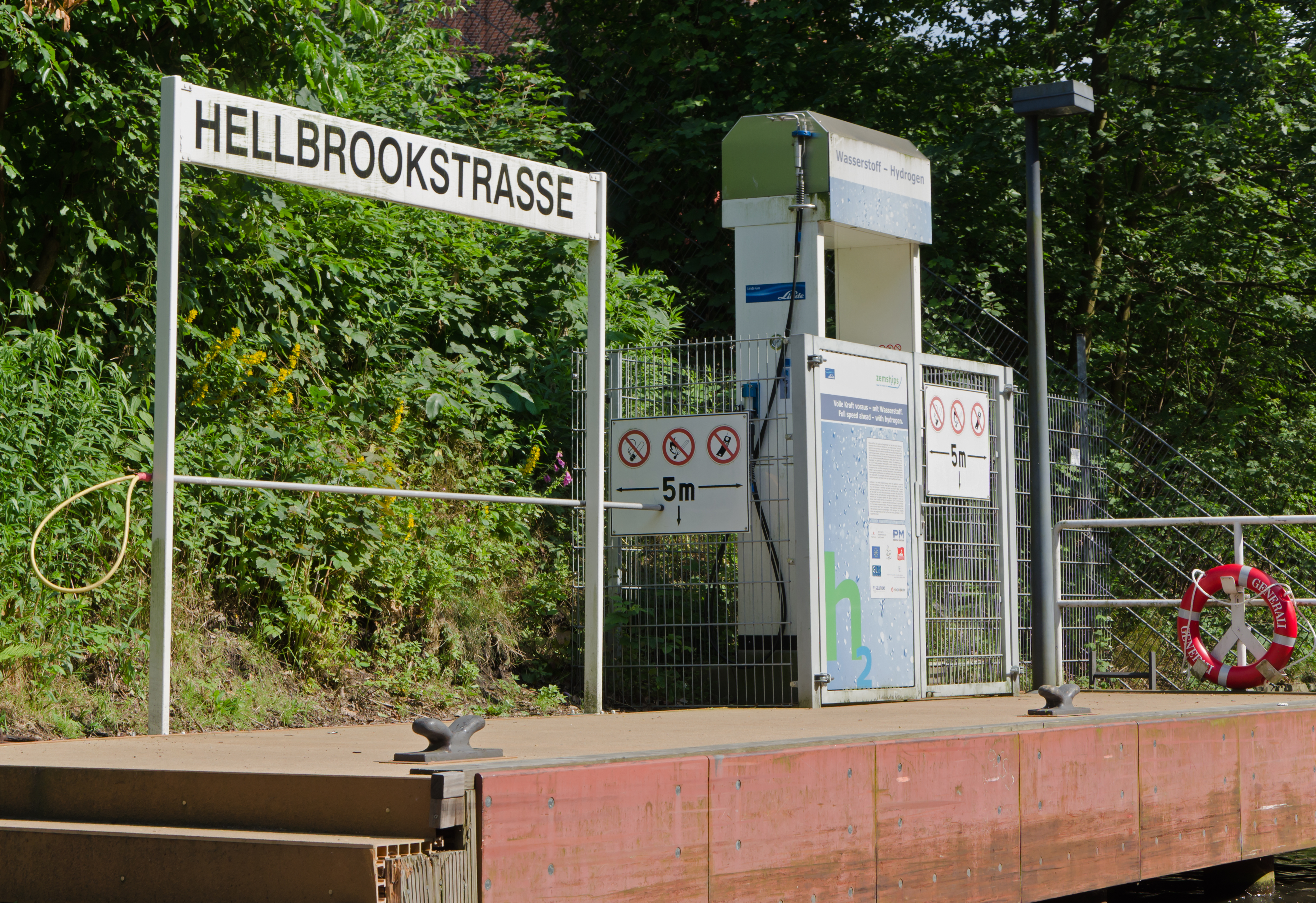
Wasserstofftankstelle für den Alsterdampfer Alsterwasser

- Weltweit erstes Brennstoffzellenschiff mit Fahrgastzulassung war die Hydra. Sie wurde im Jahr 2000 von Christian Machens gebaut und besaß ein Alkalisches Brennstoffzellensystem (AFC)
- Fahrgastschiff: Hamburger Fahrgastschiff Alsterwasser, Projekt Zemships. Siehe auch → H2Yacht
- Unterseeboote: U-Boot-Klasse 212 A, U-Boot-Klasse 214, DeepC
- RoRo-Schiff: Undine, Brennstoffzellen-Einheit WFC20 von Wärtsilä als Hilfsantrieb (20 kW) mit Methanol-Einsatz[49]
- Das Forschungsschiff Solgenia wird auch über eine Brennstoffzelle versorgt
- Die norwegische Viking Lady ist ein Versorgungsschiff, das 2009 zusätzlich zum dieselelektrischen Antrieb mit einer Brennstoffzelle ausgerüstet wurde
- Nemo H2 Rundfahrtboot in Amsterdam
- Schubboot Elektra in Berlin

2011 wurde der wirtschaftliche Einsatz von Brennstoffzellen zur Energiebereitstellung in Schiffen teilweise infragegestellt.

### Brennstoffzellenflugzeuge
- 2009: Das erste pilotengesteuerte Flugzeug, welches ausschließlich mit Brennstoffzellenantrieb angetrieben wurde, war der Motorsegler Antares DLR-H2. Der erste öffentliche Flug ging vom Hamburger Flughafen Fuhlsbüttel aus und dauerte zehn Minuten.[51]
- 2016: Der Erstflug des viersitzigen Passagierflugzeuges HY4 fand am 29. September 2016 statt.[52]

## Infrastruktur
Der Aufbau einer Infrastruktur für die Wasserstoffherstellung, Wasserstoffspeicherung und Betankung schreitet entsprechend der geringen Verbreitung dazugehöriger Fahrzeuge nur langsam voran. Dabei muss unter ökologischen Aspekten neben dem wie beim rein batteriebetriebenen Elektroauto schadstofffreien Betrieb des Kfz (Tank-to-Wheel) die Erzeugung des notwendigen Wasserstoffes (Well-to-Tank) betrachtet werden. Die Herstellung von Wasserstoff erfolgt vor allem durch Dampfreformierung unter Einsatz fossiler Primärenergien, vorrangig Erdgas. 2011 erklärte das Ministerium für Umwelt, Naturschutz und Verkehr des Landes Baden-Württemberg, man wolle künftig den Ausbau einer Wasserstoff-Infrastruktur für eine zukunftsfähige Energienutzung und nachhaltige Mobilität unterstützen.
Einschränkungen ergeben sich durch das noch dünne Netz an Wasserstofftankstellen. Ende 2022 gab es weltweit 1.020 davon, die meisten (über 300) befanden sich in China, über 200 in Korea. In Deutschland existierte zum Stand Januar 2023 eine Wasserstoff-Tankstellen-Infrastruktur aus 95 Tankstellen. 5 weitere waren in Realisierung. Im November 2023 waren es 105 Tankstellen, weitere sind in Realisierung.
Der Tankvorgang an einem Auto dauert ca. 3 bis 5 Minuten, an einem Bus etwa 7 Minuten.
Die vorhandenen Tankstellen können zwar theoretisch auch von Fahrzeugen mit Wasserstoffverbrennungsmotor mitgenutzt werden, die Nutzungsbedingungen der Anbieter verbieten dies jedoch mitunter.

## Ausblick
Weltweit setzt der Großteil aller Automobilhersteller auf batterieelektrische Konzepte, während nur noch wenige Hersteller weltweit zusätzlich auch Brennstoffzellen-Pkw anbieten. Mit Stand Juni 2024 bieten einige wenige Hersteller Brennstoffzellen-Fahrzeuge an, im Pkw-Bereich sind dies aktuell Toyota und Hyundai mit Serienfahrzeugen.
Noch 2015 planten die Fahrzeughersteller Toyota, Nissan und Honda die Einführung der Großserienproduktion in Japan in Verbindung mit dem Aufbau von 100 Wasserstofftankstellen in den japanischen Metropolregionen. Allerdings hat sich der Markt auch in Japan anders als erwartet entwickelt, der Absatz von Brennstoffzellenautos ging 2023 wieder zurück auf nur 422 Fahrzeuge, was ein Minus von 83 Prozent verglichen mit 2021 ist. Dennoch plant Hyundai für 2025 die Markteinführung des Hyundai Nexo der zweiten Generation. Für 2025 hat Honda die Markteinführung des CR-V mit Brennstoffzelle in Kalifornien angekündigt, der als Plug-in-Hybridfahrzeug sowohl mit elektrischem Strom geladen oder mit Wasserstoff betankt werden können soll.
BMW stellt nach mehreren Verschiebungen seit 2022 eine Kleinserie des BMW iX5 Hydrogen mit Toyota-Brennstoffzellentechnik her. Im September 2024 kündigten sie an, 2028 mit der Serienproduktion eines Wasserstoffautos mit Brennstoffzelle in Zusammenarbeit mit Toyota zu beginnen.
Dem entgegenstehend haben eine ganze Reihe Fahrzeughersteller wie VW, Mercedes-Benz, Nissan, Ford, General Motors und Volvo die Entwicklung von Brennstoffzellenfahrzeugen beendet. In Dänemark schloss im September 2023 der einzige Anbieter alle seine Wasserstofftankstellen, Besitzer entsprechender Fahrzeuge können diese seitdem nur noch im Ausland tanken. Noch 2015 wollte Daimler mit der Serienfertigung von Wasserstofffahrzeugen beginnen. Um die Alltagstauglichkeit des Wasserstoffantriebes nachzuweisen, führte Mercedes-Benz eine Weltumrundung mit mehreren Brennstoffzellenfahrzeugen der B-Klasse durch. Die notwendigen Tanksysteme zur Kompression des von der Linde AG zugelieferten Wasserstoffes auf 700 bar wurden als mobile Einheiten mitgeführt. Tatsächlich kam es jedoch erst 2018 zu einer Kleinserienproduktion des Mercedes GLC F-Cell, dessen Fertigung allerdings schon 2020 wieder beendet wurde.
Stellantis bot die Sevel-Nord-Transporter unter seinen Marken Opel, Citroën, Fiat und Peugeot auch als Brennstoffzellen-Version an, eine Ausweitung in Großserie war geplant. Im Juli 2025 gab der Konzern bekannt, sein Entwicklungsprogramm für Wasserstoff-Brennstoffzellentechnologie einzustellen und die teils bereits für 2025 angekündigte Palette wasserstoffbetriebener Nutzfahrzeuge nicht auf den Markt zu bringen. Begründet wurde die Unternehmensentscheidung u. a. damit, dass der Wasserstoffmarkt „ein Nischensegment ohne Aussichten auf mittelfristige wirtschaftliche Nachhaltigkeit“ bleibe.
Hingegen könnte im Schwerlastverkehr die Kombination von Wasserstoff mit Brennstoffzellen wegen der höheren Energiedichte von Wasserstoff gegenüber Fahrzeugen auf reiner Batteriebasis ein deutlicher Vorteil sein, da Antriebsbatterien bereits einen erheblichen Anteil des Fahrzeuggewichtes ausmachen. Dabei ist jedoch zu beachten, dass die Drucktanks über eine hohe Wandstärke verfügen und in der Folge ein hohes Gewicht haben. Darüber hinaus müssen die Tanks möglichst weit von den Fahrzeugaußenseiten integriert werden, um im Falle eines Unfalls bestmöglich geschützt zu sein. Aufgrund der geringen Dichte von Wasserstoff (etwa 40 g/L bei 700 bar bzw. 25 g/L bei 350 bar) ist die nutzbare volumetrische Energiedichte des Gesamtsystems niedrig.

## Kritik

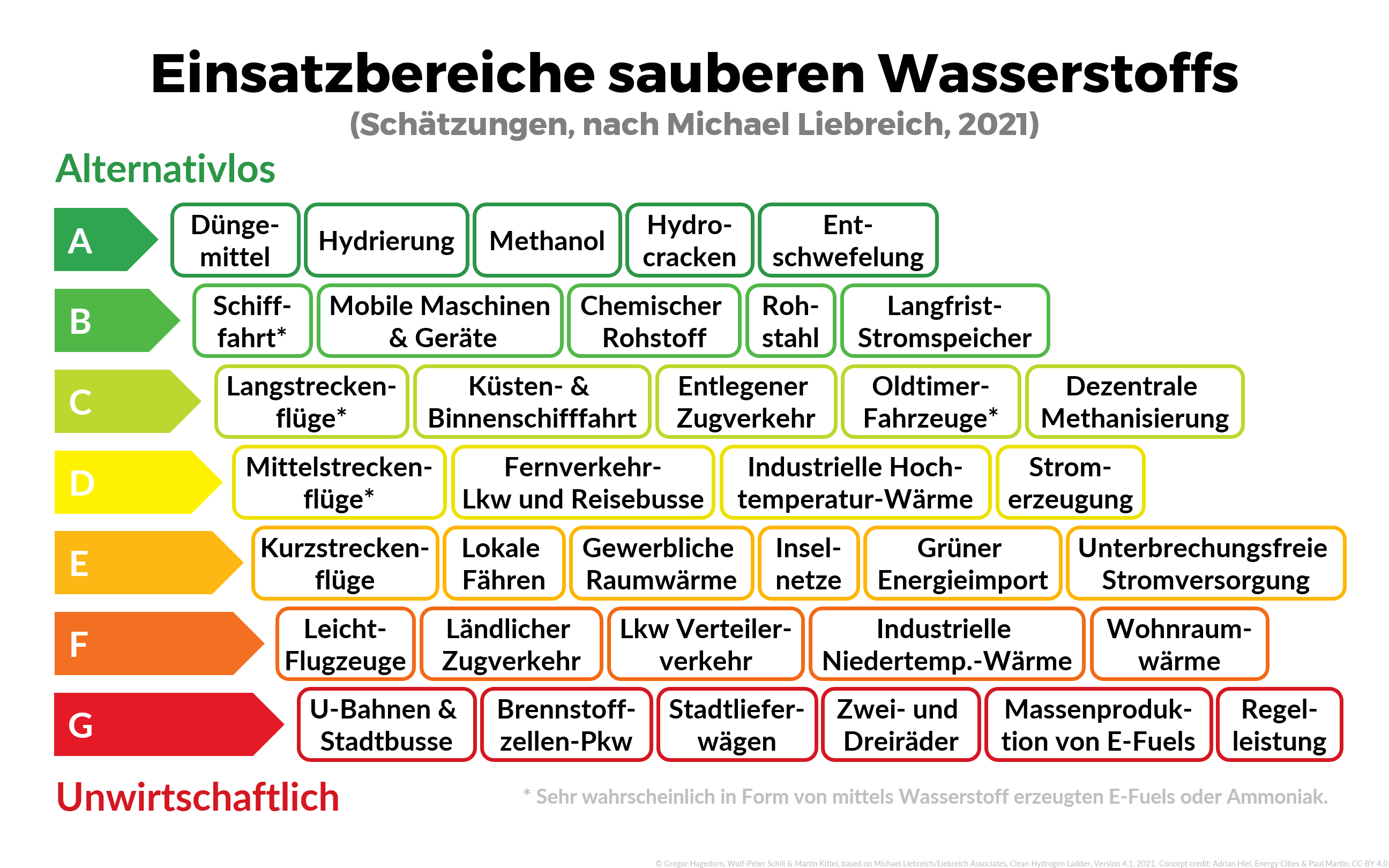
Die unterschiedlichen Einsatzbereiche von sauberem Wasserstoff nach ihrer Wirtschaftlichkeit zugeordnet.

Hauptkritikpunkt bei Brennstoffzellenfahrzeugen ist der deutlich geringere Gesamtwirkungsgrad und damit ein höherer Energieverbrauch gegenüber batterieelektrischen Fahrzeugen. Bei der Umwandlung des Stroms zu grünem Wasserstoff und der Rückumwandlung entstehen große Verluste. Dadurch benötigt ein Wasserstoffauto zwei- bis dreimal so viel Strom wie ein Elektroauto. Außerdem bedeuten Wasserstofftankstellen deutlich höhere Anschaffungskosten im Vergleich zu Ladepunkten bei rein batterieelektrischen Fahrzeugen.
In einem Interview erklärte Professor Martin Doppelbauer vom Karlsruher Institut für Technologie (KIT), je mehr die Elektromobilität sich zu etablieren beginnt, desto stärker gäbe es eine Kampagne für Wasserstoff. Dabei sei die Wasserstoff-Diskussion ein ziemlich deutsches Phänomen. In ganz Italien gäbe es beispielsweise eine einzige Wasserstofftankstelle (Stand Dezember 2019). In Frankreich seien es fünf, Stand Dezember 2019. In Spanien gäbe es zwei und in Portugal keine. Doppelbauer sieht eine Notwendigkeit der Nutzung im Bereich der Netzstabilisierung. Aber im Massenmarkt Pkw mit Millionen von Fahrzeugen sei Wasserstoff ungeeignet.
Auch VW-Chef Herbert Diess sprach sich im Jahr 2019 gegen die Brennstoffzellentechnologie aus. Diese sei nicht so gut für die Umwelt, wie behauptet werde. Das Projekt i Hydrogen Next von Konkurrent BMW bezeichnet er als „Unsinn“. 2021 schrieb er, dass Wasserstoff für „Stahl, Chemie, Luftfahrt“ gebraucht werde und deshalb nicht im Auto eingesetzt werden sollte. Wasserstoff sei „viel zu teuer, ineffizient, langsam und schwierig auszurollen und zu transportieren“. Zudem zeige der Markt ohnehin, dass keine Wasserstoffautos absehbar seien.
Da die Automobilindustrie größtenteils auf das E-Auto setzt, das technologisch als auch im Hinblick auf die CO2-Bilanz Vorteile besitzt, und es als wirtschaftlich nicht machbar gilt, dass Autohersteller parallel zwei verschiedene Antriebskonzepte entwickeln, gilt die Zukunft des Brennstoffzellen-Pkws als äußerst fraglich. Zudem haben sich ursprünglich angenommene Vorteile des Brennstoffzellenfahrzeugs wie größere Reichweite mit dem Aufkommen neuer E-Autos mit größerer Batterie relativiert. Gemäß Ferdinand Dudenhöffer ist die „Wasserstoff-Technik [...] im Pkw so gut wie tot“.
Bis Juni 2021 wurden in Deutschland trotz langjähriger Förderung nur 1261 Brennstoffzellenfahrzeuge zugelassen, zudem gab es zu diesem Zeitpunkt rund 90 Wasserstofftankstellen. Bis Ende 2021 sollte die Zahl der Wasserstofftankstellen gemäß Bundesverkehrsministerium auf 130 steigen. Für ein flächendeckendes Netz werden ca. 1.000 Tankstellen benötigt. Europaweit gab es im Februar 2020 177 einsatzbereite Wasserstofftankstellen. Mitte 2023 existierten in Deutschland weiterhin nur ca. 90 öffentlich zugängliche Wasserstofftankstellen; mancherorts wurden bereits existierende Tankstellen mangels Nachfrage wieder zurückgebaut. Zu dem Zeitpunkt verkauften Wasserstofftankstellen durchschnittlich ca. 15 kg Wasserstoff pro Tag, was einem Umsatz von ca. 200 Euro entspricht. Der Absatz von Brennstoffzellenfahrzeugen war weiterhin minimal. Zwischen Januar und Mai wurden Deutschlandweit 122 Brennstoffzellen-Pkw zugelassen, was einem Marktanteil von 0,01 % entspricht. Hingegen lag die Zahl von E-Autos bei 167.256 Fahrzeugen.

## Zulassungsrechtliches
Da Brennstoffzellenfahrzeuge unter Regelungen des deutschen Elektromobilitätsgesetzes fallen, kann zur Unterscheidung von anderen Fahrzeugen seit Oktober 2015 ein E-Kennzeichen beantragt werden und die Fahrzeuge können die dort festgelegten Vergünstigungen für Elektroantriebe nutzen. Gleiches gilt für Österreich, wo für Wasserstoff-Fahrzeuge weder die Normverbrauchsabgabe noch die jährliche Motorbezogene Versicherungssteuer anfallen.